# Marcos Ramírez

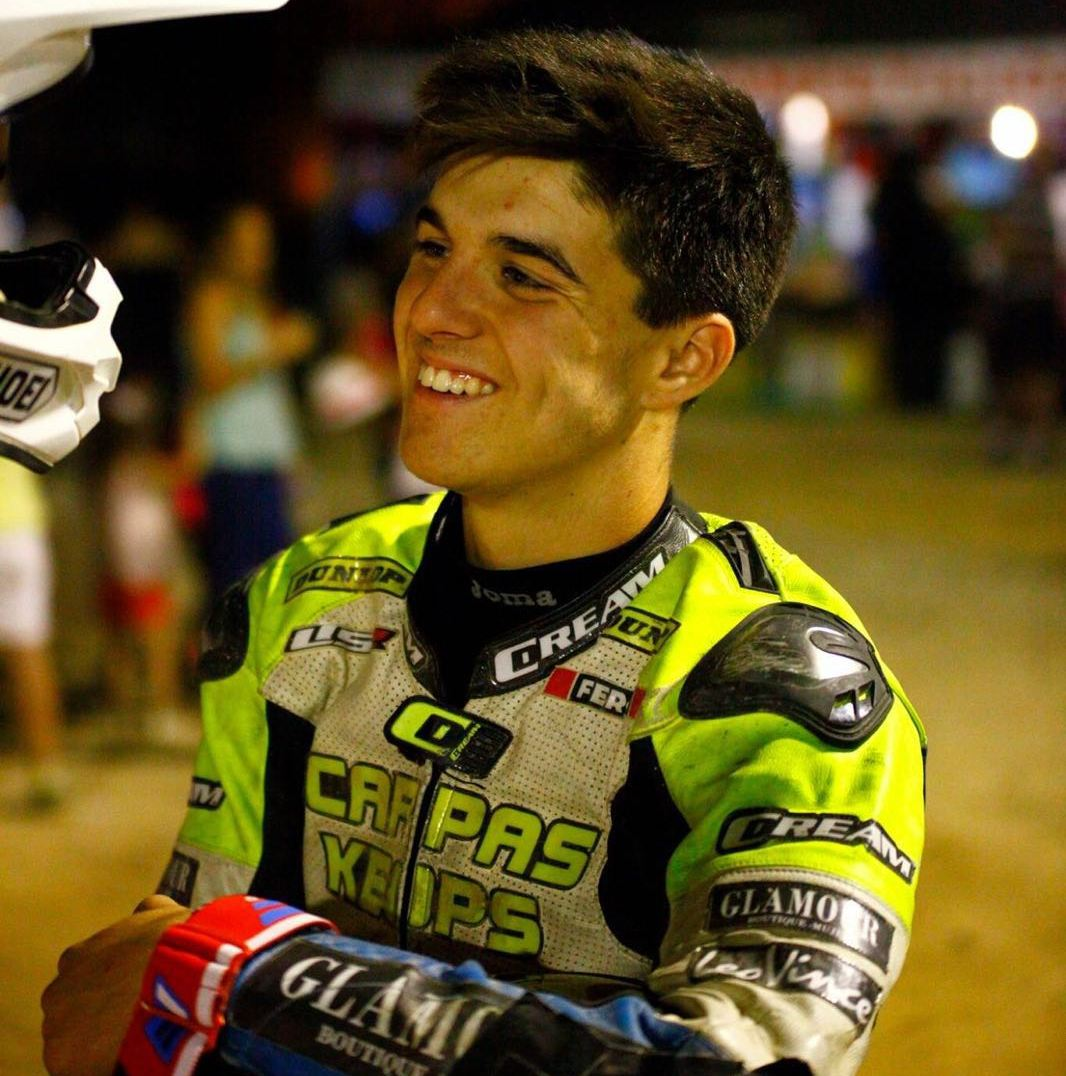
Ramírez vid en dirttrack-tävling 2016.

Marcos Ramírez, född 16 december 1997 i Conil de la Frontera, är en spansk roadracingförare. Han kör i Moto3-klassen i världsmästerskapen i Grand Prix Roadracing. Ramírez har startnummer 42.

## Tävlingskarriär
Ramírez tävlade i Red Bull MotoGP Rookies Cup 2013 och 2014. Sista året gjorde han också debut VM i Spaniens Grand Prix i Moto3. Därefter tävlade han i Supersport-VM 2015 och 2016 körde han i juniorvärldsmästerskapen (spanska öppna mästerskapen) i Moto3 och kom på andra plats efter Lorenzo Dalla Porta. Andra halvan av säsongen deltog han också i Roadracing-VM 2016 i Moto3-klassen på en Mahindra för stallet Platinum Bay Real Estate. han fortsatte med sammat stall säsongen 2017 men bytte motorcykel till KTM. Han tog sin första pallplats genom tredjeplatsen i Tysklands Grand Prix. Ramírez kom på 8:e plats i VM. Han fortsatte hos samma team 2018, fast de bytt namn till Bester Capital Dubai, och kom på tionde plats i VM. Till Roadracing-VM 2019 gick Ramírez över till Leopard Racing och Honda. Han tog sin första Grand Prix-seger den 16 juni 2019 i Kataloniens Grand Prix.

## Framskjutna placeringar
Uppdaterad till 2019-10-28.
| Nr | Grand Prix     | År   |
| -- | -------------- | ---- |
| 1  | Katalonien     | 2019 |
| 2  | Storbritannien | 2019 |

| Nr | Grand Prix | År   |
| -- | ---------- | ---- |
| 1  | Tyskland   | 2019 |
| 2  | Australien | 2019 |

| Nr | Grand Prix | År   |
| -- | ---------- | ---- |
| 1  | Tyskland   | 2017 |
| 2  | Valencia   | 2017 |
| 3  | Spanien    | 2018 |
| 4  | Frankrike  | 2018 |